# Esqui estilo livre nos Jogos Olímpicos de Inverno de 2018 - Moguls masculino
A competição do moguls masculino do esqui estilo livre nos Jogos Olímpicos de Inverno de 2018 ocorreu nos dias 9 e 12 de fevereiro no Parque de Neve Phoenix, em Pyeongchang.

## Medalhistas
| Ouro   | CAN Mikaël Kingsbury |
| Prata  | AUS Matt Graham      |
| Bronze | JPN Daichi Hara      |

## Programação
Horário local (UTC+9).
| Data            | Horário | Evento         |
| --------------- | ------- | -------------- |
| 9 de fevereiro  | 11:45   | Qualificação 1 |
| 12 de fevereiro | 19:30   | Qualificação 2 |
| 12 de fevereiro | 21:00   | Final 1        |
| 12 de fevereiro | 21:35   | Final 2        |
| 12 de fevereiro | 22:10   | Final 3        |

## Resultados

### Qualificação

#### Qualificação 1
Na primeira rodada de classificação, os dez primeiros atletas classificam-se diretamente à final. Os atletas restantes disputam a qualificação 2.
| Pos. | Ordem | Atleta                   | Tempo | Pontuação | Pontuação | Pontuação | Total | Notas |
| Pos. | Ordem | Atleta                   | Tempo | Giros     | Aéreo     | Tempo     | Total | Notas |
| ---- | ----- | ------------------------ | ----- | --------- | --------- | --------- | ----- | ----- |
| 1    | 2     | CAN Mikaël Kingsbury     | 23.87 | 53.8      | 15.75     | 16.52     | 86.07 | QF    |
| 2    | 4     | OAR Alexandr Smyshlyaev  | 24.78 | 54.5      | 14.11     | 15.32     | 83.93 | QF    |
| 3    | 18    | KAZ Dmitriy Reiherd      | 25.08 | 52.4      | 13.90     | 14.93     | 81.23 | QF    |
| 4    | 7     | USA Troy Murphy          | 25.40 | 51.7      | 14.74     | 14.51     | 80.95 | QF    |
| 5    | 5     | JPN Ikuma Horishima      | 23.95 | 49.0      | 14.93     | 16.42     | 80.35 | QF    |
| 6    | 1     | JPN Daichi Hara          | 25.06 | 49.7      | 15.36     | 14.95     | 80.01 | QF    |
| 7    | 17    | KAZ Pavel Kolmakov       | 25.98 | 52.1      | 14.14     | 13.74     | 79.98 | QF    |
| 8    | 6     | CAN Philippe Marquis     | 26.12 | 51.5      | 12.71     | 13.56     | 77.77 | QF    |
| 9    | 10    | AUS Matt Graham          | 24.47 | 49.1      | 12.45     | 15.73     | 77.28 | QF    |
| 10   | 14    | FRA Sacha Theocharis     | 24.89 | 47.7      | 13.67     | 15.18     | 76.55 | QF    |
| 11   | 20    | CAN Marc-Antoine Gagnon  | 26.04 | 48.0      | 14.66     | 13.66     | 76.32 |       |
| 12   | 13    | FRA Anthony Benna        | 25.48 | 48.7      | 13.18     | 14.40     | 76.28 |       |
| 13   | 27    | JPN Sho Endo             | 24.92 | 47.8      | 12.79     | 15.14     | 75.73 |       |
| 14   | 11    | USA Casey Andringa       | 26.04 | 46.9      | 14.69     | 13.66     | 75.25 |       |
| 15   | 26    | USA Bradley Wilson       | 24.38 | 46.3      | 13.10     | 15.85     | 75.25 |       |
| 16   | 16    | JPN Nobuyuki Nishi       | 24.74 | 47.6      | 12.19     | 15.38     | 75.17 |       |
| 17   | 3     | AUS Rohan Chapman-Davies | 26.07 | 48.1      | 12.24     | 13.62     | 73.96 |       |
| 18   | 8     | SWE Felix Elofsson       | 24.65 | 46.2      | 12.16     | 15.49     | 73.85 |       |
| 19   | 19    | SWE Walter Wallberg      | 25.67 | 47.3      | 12.16     | 14.15     | 73.61 |       |
| 20   | 21    | KOR Choi Jae-woo         | 24.95 | 43.0      | 14.85     | 15.10     | 72.95 |       |
| 21   | 28    | FRA Benjamin Cavet       | 26.40 | 45.9      | 13.65     | 13.19     | 72.74 |       |
| 22   | 29    | USA Emerson Smith        | 25.41 | 46.9      | 11.20     | 14.49     | 72.59 |       |
| 23   | 12    | AUS James Matheson       | 26.33 | 46.2      | 13.28     | 12.79     | 72.27 |       |
| 24   | 22    | KOR Kim Ji-hyon          | 26.05 | 43.7      | 12.50     | 13.65     | 69.85 |       |
| 25   | 15    | SWE Ludvig Fjällström    | 25.07 | 41.8      | 11.83     | 14.94     | 68.57 |       |
| 26   | 25    | KOR Seo Myung-joon       | 25.02 | 44.4      | 9.04      | 15.01     | 68.45 |       |
| 27   | 9     | FIN Jimi Salonen         | 28.48 | 24.9      | 7.84      | 10.44     | 43.18 |       |
| 28   | 30    | FIN Jussi Penttala       | 27.32 | 11.3      | 6.88      | 11.97     | 30.15 |       |
| —    | 23    | NOR Vinjar Slåtten       |       |           |           |           | DNF   |       |
| —    | 24    | AUS Brodie Summers       |       |           |           |           | DNS   |       |

#### Qualificação 2
Na segunda rodada de classificação os dez primeiros atletas se classificam à final.
| Pos. | Ordem | Atleta                   | Qual. 1 | Tempo | Pontuação | Pontuação | Pontuação | Total | Melhor | Notas |
| Pos. | Ordem | Atleta                   | Qual. 1 | Tempo | Giros     | Aéreo     | Tempo     | Total | Melhor | Notas |
| ---- | ----- | ------------------------ | ------- | ----- | --------- | --------- | --------- | ----- | ------ | ----- |
| 1    | 11    | KOR Choi Jae-woo         | 72.95   | 25.93 | 50.1      | 17.32     | 13.81     | 81.23 | 81.23  | QF    |
| 2    | 13    | NOR Vinjar Slåtten       | DNF     | 25.16 | 47.4      | 15.27     | 14.82     | 77.49 | 77.49  | QF    |
| 3    | 4     | USA Casey Andringa       | 75.25   | 25.57 | 47.8      | 15.29     | 14.28     | 77.37 | 77.37  | QF    |
| 4    | 16    | USA Bradley Wilson       | 75.25   | 24.76 | 47.0      | 13.98     | 15.35     | 76.33 | 76.33  | QF    |
| 5    | 10    | CAN Marc-Antoine Gagnon  | 76.32   | 25.40 | 46.3      | 15.07     | 14.51     | 75.88 | 76.32  | QF    |
| 6    | 6     | FRA Anthony Benna        | 76.28   | 25.45 | 35.3      | 10.56     | 14.44     | 60.30 | 76.28  | QF    |
| 7    | 17    | JPN Sho Endo             | 75.73   | 25.19 | 47.1      | 13.50     | 14.78     | 75.38 | 75.73  | QF    |
| 8    | 3     | FIN Jimi Salonen         | 43.18   | 24.92 | 45.6      | 14.51     | 15.14     | 75.25 | 75.25  | QF    |
| 9    | 8     | JPN Nobuyuki Nishi       | 75.17   | 25.35 | 48.3      | 12.28     | 14.57     | 75.15 | 75.17  | QF    |
| 10   | 5     | AUS James Matheson       | 72.27   | 27.44 | 48.5      | 14.29     | 11.82     | 74.61 | 74.61  | QF    |
| 11   | 9     | SWE Walter Wallberg      | 73.61   | 25.05 | 48.8      | 10.70     | 14.97     | 74.47 | 74.47  |       |
| 12   | 1     | AUS Rohan Chapman-Davies | 73.96   | 27.52 | 44.0      | 12.23     | 11.71     | 67.94 | 73.96  |       |
| 13   | 19    | USA Emerson Smith        | 72.59   | 25.43 | 46.0      | 13.47     | 14.47     | 73.94 | 73.94  |       |
| 14   | 2     | SWE Felix Elofsson       | 73.85   | 25.14 | 47.6      | 10.83     | 14.85     | 73.28 | 73.85  |       |
| 15   | 18    | FRA Benjamin Cavet       | 72.74   | 25.42 | 43.2      | 13.35     | 14.48     | 71.03 | 72.74  |       |
| 16   | 7     | SWE Ludvig Fjällström    | 68.57   | 26.51 | 46.3      | 11.02     | 13.04     | 70.36 | 70.36  |       |
| 17   | 12    | KOR Kim Ji-hyon          | 69.85   | 26.62 | 42.0      | 13.27     | 12.90     | 68.17 | 69.85  |       |
| 18   | 15    | KOR Seo Myung-joon       | 68.45   | 25.41 | 42.5      | 12.52     | 14.49     | 69.51 | 69.51  |       |
| 19   | 20    | FIN Jussi Penttala       | 30.15   | 27.68 | 42.5      | 13.96     | 11.50     | 67.96 | 67.96  |       |
| —    | 14    | AUS Brodie Summers       | DNS     | DNS   | DNS       | DNS       | DNS       | DNS   | DNS    |       |

### Final

#### Final 1
Na final 1 os doze melhores atletas se classificam à final 2.
| Pos. | Ordem | Atleta                  | Tempo | Pontuação | Pontuação | Pontuação | Total | Notas |
| Pos. | Ordem | Atleta                  | Tempo | Giros     | Aéreo     | Tempo     | Total | Notas |
| ---- | ----- | ----------------------- | ----- | --------- | --------- | --------- | ----- | ----- |
| 1    | 4     | JPN Sho Endo            | 24.42 | 52.1      | 14.82     | 15.80     | 82.72 | Q     |
| 2    | 12    | AUS Matt Graham         | 24.89 | 50.3      | 15.91     | 15.18     | 81.39 | Q     |
| 3    | 15    | JPN Daichi Hara         | 24.75 | 51.0      | 14.93     | 13.87     | 81.29 | Q     |
| 4    | 20    | CAN Mikaël Kingsbury    | 24.88 | 50.7      | 15.38     | 15.38     | 81.27 | Q     |
| 5    | 8     | USA Casey Andringa      | 25.23 | 49.2      | 16.80     | 14.73     | 80.73 | Q     |
| 6    | 18    | KAZ Dmitriy Reiherd     | 24.70 | 50.7      | 13.64     | 15.43     | 79.77 | Q     |
| 7    | 16    | JPN Ikuma Horishima     | 24.09 | 48.0      | 15.41     | 16.23     | 79.64 | Q     |
| 8    | 9     | NOR Vinjar Slåtten      | 24.99 | 49.1      | 15.03     | 15.05     | 79.18 | Q     |
| 9    | 6     | CAN Marc-Antoine Gagnon | 25.37 | 47.5      | 16.34     | 14.54     | 78.38 | Q     |
| 10   | 10    | KOR Choi Jae-woo        | 24.86 | 46.5      | 16.54     | 15.22     | 78.26 | Q     |
| 11   | 14    | KAZ Pavel Kolmakov      | 25.88 | 48.4      | 15.95     | 13.87     | 78.22 | Q     |
| 12   | 11    | FRA Sacha Theocharis    | 23.97 | 46.4      | 14.30     | 16.39     | 77.09 | Q     |
| 13   | 5     | FRA Anthony Benna       | 24.85 | 47.7      | 13.50     | 15.23     | 76.43 |       |
| 14   | 1     | AUS James Matheson      | 26.33 | 47.8      | 14.90     | 13.28     | 75.98 |       |
| 15   | 19    | OAR Alexandr Smyshlyaev | 25.49 | 47.4      | 12.78     | 14.39     | 74.57 |       |
| 16   | 3     | FIN Jimi Salonen        | 25.16 | 44.6      | 13.34     | 14.82     | 72.76 |       |
| 17   | 17    | USA Troy Murphy         | 25.36 | 45.0      | 13.16     | 14.56     | 72.72 |       |
| 18   | 7     | USA Bradley Wilson      | 23.34 | 34.4      | 11.12     | 17.22     | 62.74 |       |
| 19   | 2     | JPN Nobuyuki Nishi      | 25.14 | 23.1      | 8.09      | 14.85     | 46.04 |       |
| —    | 13    | CAN Philippe Marquis    | DNF   | DNF       | DNF       | DNF       | DNF   |       |

#### Final 2
Na final 2 os seis melhores atletas se classificam à final 3.
| Pos. | Ordem | Atleta                  | Tempo | Pontuação | Pontuação | Pontuação | Total | Notas |
| Pos. | Ordem | Atleta                  | Tempo | Giros     | Aéreo     | Tempo     | Total | Notas |
| ---- | ----- | ----------------------- | ----- | --------- | --------- | --------- | ----- | ----- |
| 1    | 10    | JPN Daichi Hara         | 24.41 | 51.6      | 14.89     | 15.81     | 82.30 | Q     |
| 2    | 9     | CAN Mikaël Kingsbury    | 25.10 | 50.4      | 16.89     | 14.90     | 82.19 | Q     |
| 3    | 8     | USA Casey Andringa      | 24.94 | 49.3      | 16.39     | 15.11     | 80.80 | Q     |
| 4    | 11    | AUS Matt Graham         | 25.18 | 50.1      | 15.11     | 14.80     | 80.01 | Q     |
| 5    | 5     | NOR Vinjar Slåtten      | 24.31 | 48.3      | 14.63     | 15.94     | 78.87 | Q     |
| 6    | 4     | CAN Marc-Antoine Gagnon | 25.53 | 47.6      | 15.47     | 14.33     | 77.40 | Q     |
| 7    | 2     | KAZ Pavel Kolmakov      | 25.39 | 46.3      | 15.28     | 14.52     | 76.10 |       |
| 8    | 7     | KAZ Dmitriy Reiherd     | 23.85 | 30.4      | 11.69     | 16.55     | 58.64 |       |
| 9    | 1     | FRA Sacha Theocharis    | 25.40 | 13.3      | 6.68      | 14.51     | 34.49 |       |
| —    | 12    | JPN Sho Endo            | DNF   | DNF       | DNF       | DNF       | DNF   |       |
| —    | 6     | JPN Ikuma Horishima     | DNF   | DNF       | DNF       | DNF       | DNF   |       |
| —    | 3     | KOR Choi Jae-woo        | DNF   | DNF       | DNF       | DNF       | DNF   |       |

#### Final 3
Os seis atletas restantes definiram as posições de medalha.
| Pos.              | Ordem | Atleta                  | Tempo | Pontuação | Pontuação | Pontuação | Total | Notas |
| Pos.              | Ordem | Atleta                  | Tempo | Giros     | Aéreo     | Tempo     | Total | Notas |
| ----------------- | ----- | ----------------------- | ----- | --------- | --------- | --------- | ----- | ----- |
| Medalha de ouro   | 5     | CAN Mikaël Kingsbury    | 24.83 | 54.0      | 17.37     | 15.26     | 86.63 |       |
| Medalha de prata  | 3     | AUS Matt Graham         | 24.85 | 50.9      | 16.44     | 15.23     | 82.57 |       |
| Medalha de bronze | 6     | JPN Daichi Hara         | 24.90 | 51.3      | 15.73     | 15.16     | 82.19 |       |
| 4                 | 1     | CAN Marc-Antoine Gagnon | 25.30 | 46.1      | 16.28     | 14.64     | 77.02 |       |
| 5                 | 4     | USA Casey Andringa      | 25.86 | 45.5      | 16.10     | 13.90     | 75.50 |       |
| 6                 | 2     | NOR Vinjar Slåtten      | 26.71 | 11.8      | 9.03      | 12.78     | 33.61 |       |

Legenda
| Recorde mundial      | Recorde mundial (World record)               |                       | Recorde africano                      | Recorde africano (African) |                                           | Q | Classificado por posição (Qualified) |
| Recorde olímpico     | Recorde olímpico (Olympic record)            | Recorde da América    | Recorde da América (Americas)         | q                          | Classificado por melhor tempo (Qualified) |   |                                      |
| Melhor marca do ano  | Melhor marca do ano (World leading)          | Recorde asiático      | Recorde asiático (Asian)              | DNS                        | Não largou (Did not start)                |   |                                      |
| Recorde nacional     | Recorde nacional (National record)           | Recorde europeu       | Recorde europeu (European)            | DNF                        | Não terminou (Did not finish)             |   |                                      |
| Recorde pessoal      | Recorde pessoal do atleta (Personal best)    | Recorde da Oceania    | Recorde da Oceania (Oceania)          | DSQ / DQ                   | Desclassificado (Disqualified)            |   |                                      |
| Recorde da temporada | Recorde da temporada do atleta (Season best) | Recorde sul-americano | Recorde sul-americano (South America) | NM                         | Sem marca (No mark)                       |   |                                      |